# Лакхимпур
Лакхимпу́р (англ. Lakhimpur, хинди लखीमपुर) — город на севере Индии, в штате Уттар-Прадеш, административный центр округа Лакхимпур-Кхери.

## География
Город находится в северной части Уттар-Прадеша, к западу от реки Сарда, на высоте 146 метров над уровнем моря.
Лакхимпур расположен на расстоянии приблизительно 110 километров к северу от Лакхнау, административного центра штата и на расстоянии 342 километров к востоку-юго-востоку (ESE) от Нью-Дели, столицы страны.

## Демография
По данным официальной переписи 2011 года численность населения города составляла 152 010 человек, из которых мужчины составляли 53,3 %, женщины — соответственно 46,7 %. Уровень грамотности взрослого населения составлял 75,3 %. Уровень грамотности среди мужчин составлял 78,1 %, среди женщин — 72,2 %. 10,7 % населения составляли дети до 6 лет.
Динамика численности населения города по годам:
| 1991   | 2001    | 2011    |
| ------ | ------- | ------- |
| 79 951 | 120 566 | 152 010 |

## Экономика и транспорт
Основу экономики города составляют сельскохозяйственное производство и сахарная промышленность. В его окрестностях выращивают чай, рис, джут и некоторые другие виды сельскохозяйственных растений. Развито разведение тутового шелкопряда.

Сообщение Лакхимпура с другими городами Индии осуществляется посредством железнодорожного и автомобильного транспорта. Ближайший аэропорт расположен в непальском городе Тикапур.